# ONERA

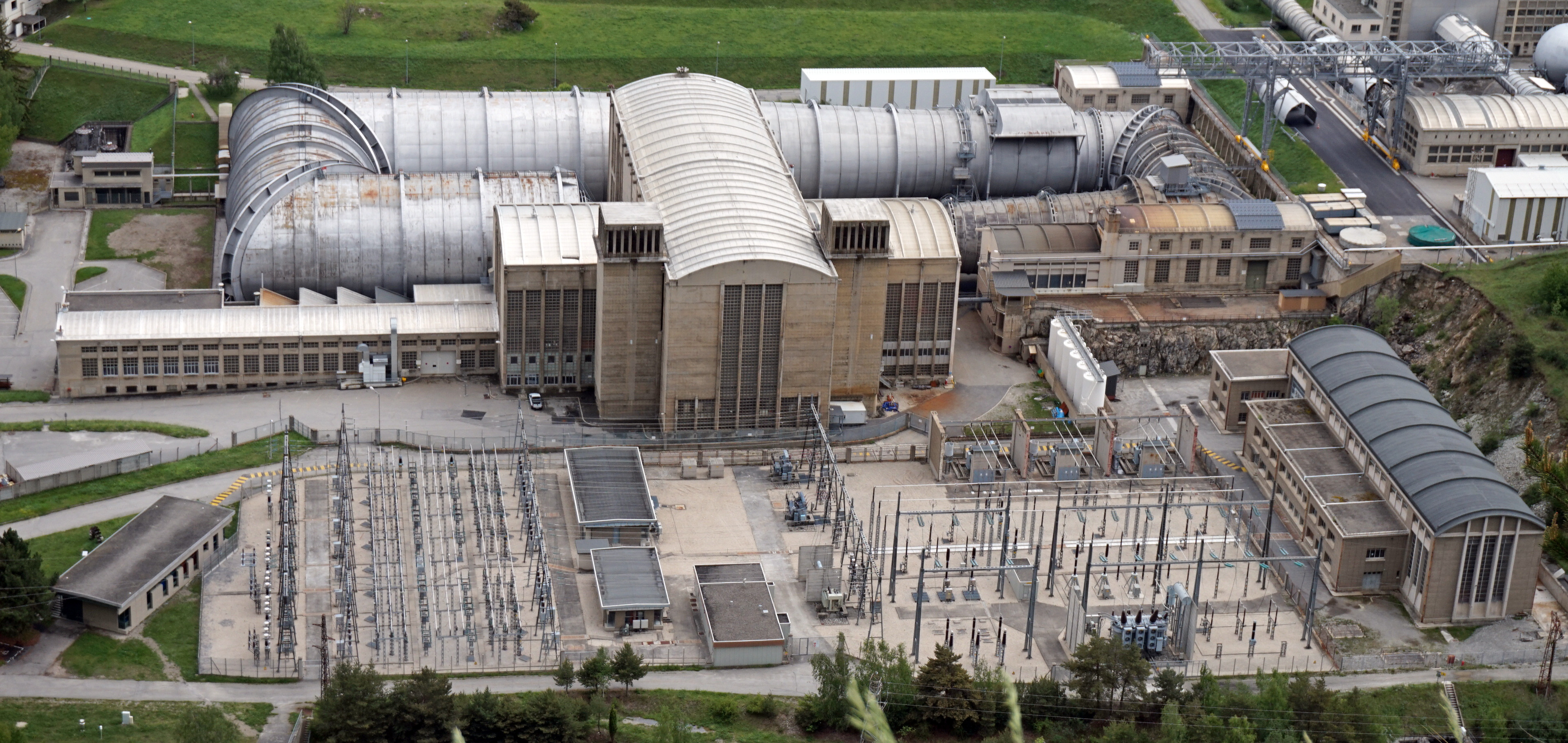
ONERA S1/Ma Windkanal in Avrieux, Frankreich

ONERA (französisch Office national d’études et de recherches aérospatiales) ist ein französisches öffentliches Forschungsunternehmen in Palaiseau (gegr. 1946) und das französische Pendant zum Deutschen Zentrum für Luft- und Raumfahrt. ONERA beschäftigt an neun Standorten ungefähr 2000 Angestellte, davon 1500 Wissenschaftler und Ingenieure.

## Windkanal
Das ONERA besitzt verschiedene Forschungswindkanäle:
- in Meudon, in der Nähe von Paris, dem ursprünglichen Standort von ONERA;
- im Fauga-Mauzac im Département Haute-Garonne;
- in Avrieux bei Modane in den französischen Alpen.

Die letzten beiden umfassen Anlagen verschiedener Größe, mit denen aerodynamisch optimale Formen von Transportmitteln (Autos, Flugzeuge etc.) ermittelt werden sollen. Die größte dieser Anlagen ist auch die älteste, sie erreicht nahezu Schallgeschwindigkeit. Dieser Windkanal ist eine deutsche Entwicklung, in den letzten Jahren des Zweiten Weltkrieges wurde er von deutschen Ingenieuren im Auftrag der Fa. Messerschmitt am Eingang des Ötztales in Haiming aufgebaut. Am Ende des Krieges wurde der zu 30–50 % fertiggestellte Windkanal von den einrückenden Franzosen demontiert und in der Nähe von Modane im Département Savoie in der Region Auvergne-Rhône-Alpes, wieder aufgebaut. Die beiden gegenläufigen Verdichterräder des Windkanals werden direkt mit Wasserkraft aus einem 860 m höher gelegenen Stausee durch zwei Pelton-Turbinen angetrieben. Dieses Antriebsprinzip war bereits sowohl von deutschen, als auch von französischen Ingenieuren erdacht, aber für den Ötztalwindkanal erstmals umgesetzt worden. Auch das Verwaltungsgebäude des Windkanals in Avrieux wurde nach den deutschen Architekturplänen erstellt. Die insgesamt 22 Propellerblätter der beiden Verdichterräder wurden 2006 durch aerodynamisch und statisch neu Gerechnete ersetzt, nachdem durch Materialermüdung häufige Stillstandszeiten den Betrieb des Windkanals beeinträchtigten. Der Windkanal ist mit einem Durchmesser der Messstrecke von 8 m und einer bis dicht an die Schallgeschwindigkeit reichenden Strömungsgeschwindigkeit noch heute einer der weltweit größten Windkanäle.

## Luftraum-, See- und Weltraumüberwachung
Das ONERA hat auch das Nostradamus- und das GRAVES-Radarsystem entwickelt.

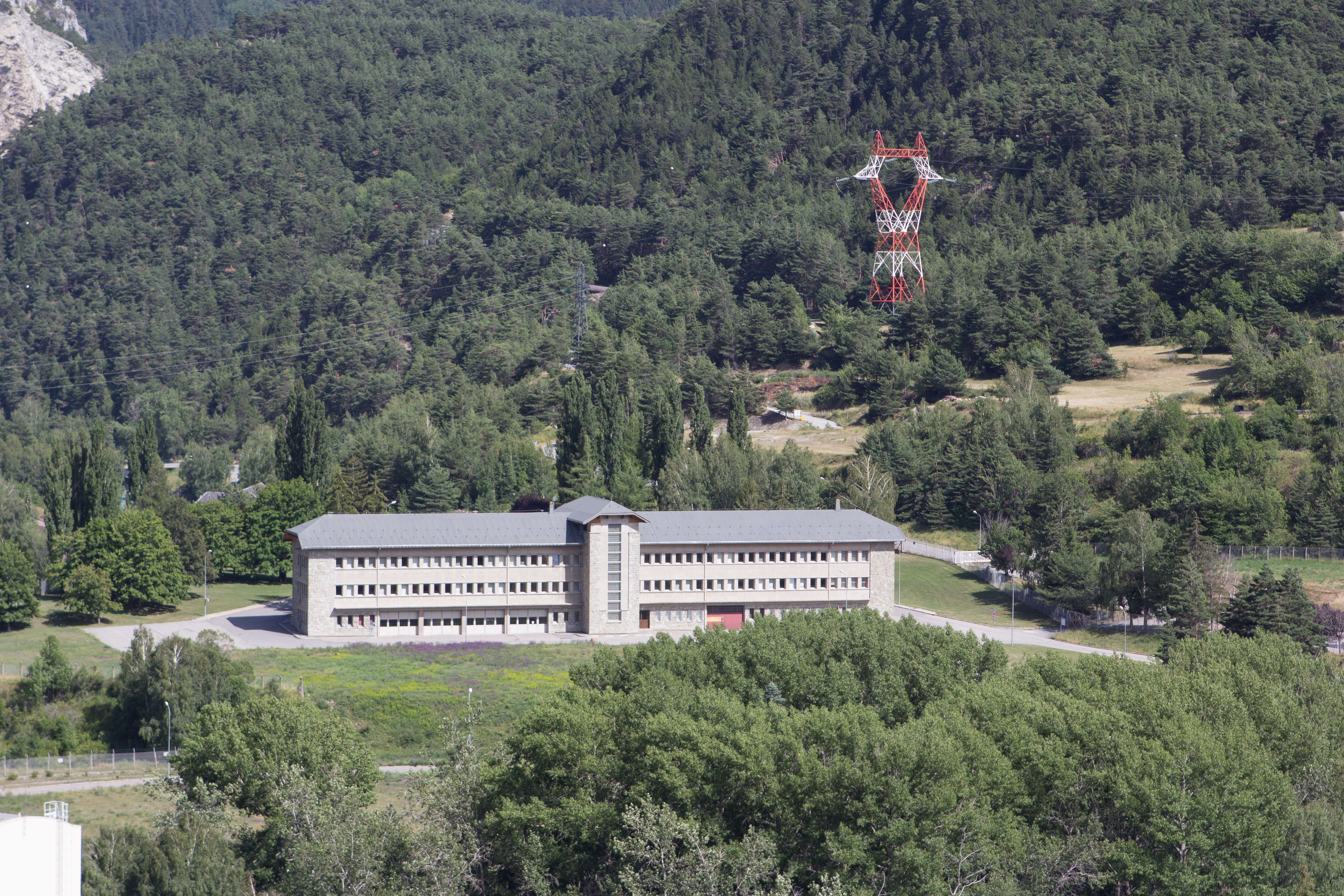
Außenansicht der Universität aus dem Film Die purpurnen Flüsse

## Trivia
Die Außenansicht der Universität der fiktiven Ortschaft Guernon im Film Die purpurnen Flüsse wurde am Institut aufgenommen.